# Dendrocerus anneckei
Dendrocerus anneckei är en stekelart som beskrevs av Paul Dessart 1985. Dendrocerus anneckei ingår i släktet Dendrocerus och familjen trefåresteklar. Inga underarter finns listade i Catalogue of Life.